# Phurba Lachenpa
Phurba Lachenpa (Sikkim, 4 febbraio 1998) è un calciatore indiano, portiere del Mumbai City.

## Carriera

### Club
Ha giocato nella prima divisione indiana.

### Nazionale
Nel 2023 ha preso parte alla Tri-Nation Series 2023, senza tuttavia scendere in campo.

## Statistiche

### Presenze e reti nei club
| Stagione           | Squadra            | Campionato         | Campionato | Campionato | Coppe nazionali | Coppe nazionali | Coppe nazionali | Coppe continentali | Coppe continentali | Coppe continentali | Altre coppe | Altre coppe | Altre coppe | Totale | Totale |
| Stagione           | Squadra            | Comp               | Pres       | Reti       | Comp            | Pres            | Reti            | Comp               | Pres               | Reti               | Comp        | Pres        | Reti        | Pres   | Reti   |
| ------------------ | ------------------ | ------------------ | ---------- | ---------- | --------------- | --------------- | --------------- | ------------------ | ------------------ | ------------------ | ----------- | ----------- | ----------- | ------ | ------ |
| 2023-2024          | Mumbai City        | ISL                | 19+3       | -13+-3     | SC              | 4               | -4              | AFC                | 5                  | -15                | DC          | 4           | -4          | 35     | -39    |
| 2024-2025          | Mumbai City        | ISL                | 19+1       | -20+-5     | SC              | 0               | 0               | -                  | -                  | -                  | DC          | -           | -           | 20     | -25    |
| Totale Mumbai City | Totale Mumbai City | Totale Mumbai City | 42         | -41        |                 | 4               | -4              |                    | 5                  | -15                |             | 4           | -4          | 55     | -64    |
| Totale carriera    | Totale carriera    | Totale carriera    | 42         | -41        |                 | 4               | -4              |                    | 5                  | -15                |             | 4           | -4          | 55     | -64    |

## Palmarès

### Competizioni nazionali
- ISL Shield: 2

Mumbai City: 2020-2021, 2022-2023
- Indian Super League: 2

Mumbai City: 2020-2021, 2023-2024

### Nazionale
- Tri-Nation Series: 1

2023

### Individuale
- Indian Super League Golden Glove: 1

Mumbai City: 2023-2024